# 37e cérémonie des Victoires de la musique
La 37e cérémonie des Victoires de la musique se déroule le 11 février 2022 à la Seine musicale de Boulogne-Billancourt et est coprésentée par Olivier Minne et Laury Thilleman.

## Tournage

### Lieu
La cérémonie est tournée à Boulogne-Billancourt, à la Seine musicale.

### Production
La cérémonie est produite par l'association « Les Victoires de la musique » et Carson Prod et réalisée par Franck Broqua.

#### Présentation
La cérémonie est présentée par deux animateurs du groupe France Télévisions : Olivier Minne et Laury Thilleman.

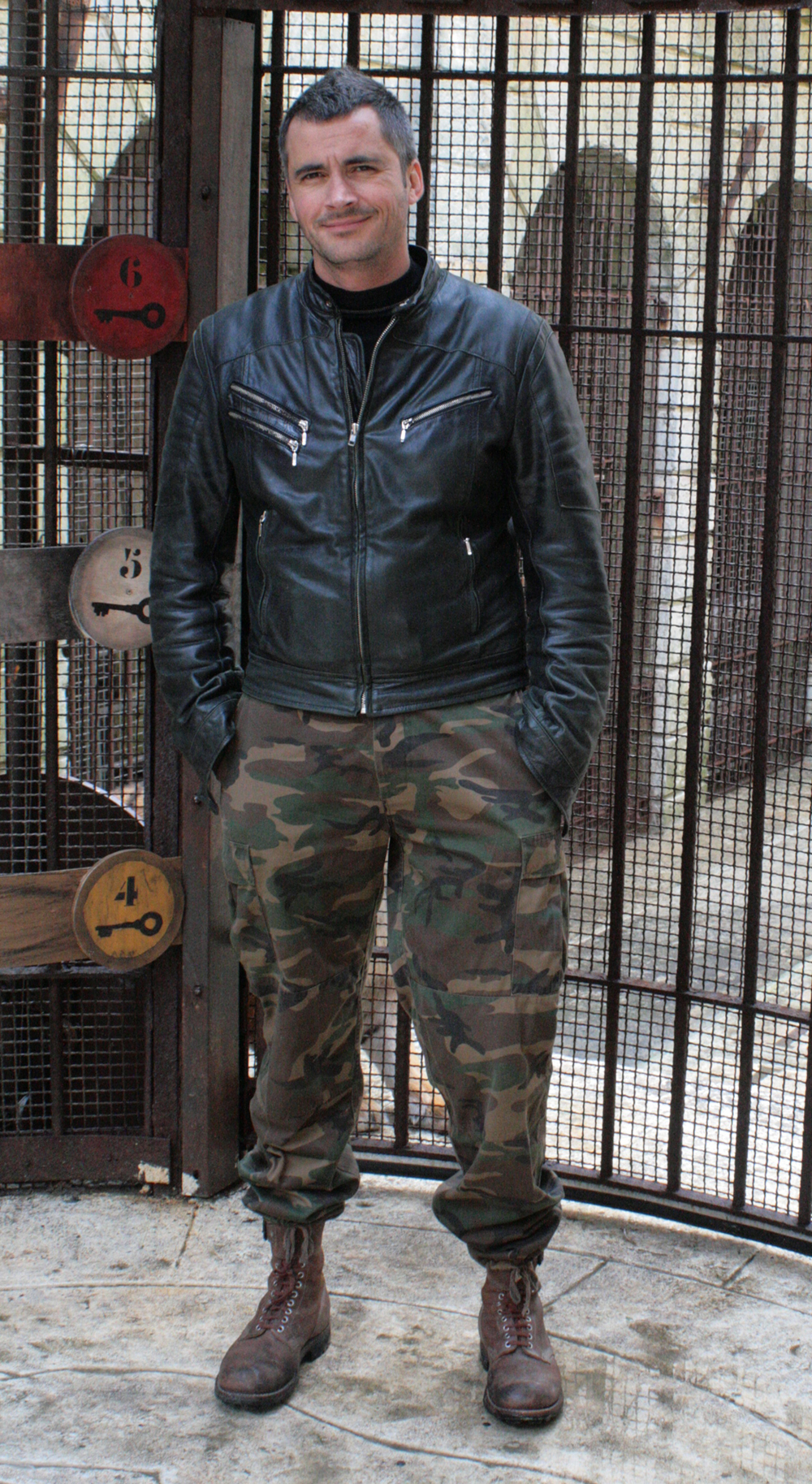
Olivier Minne
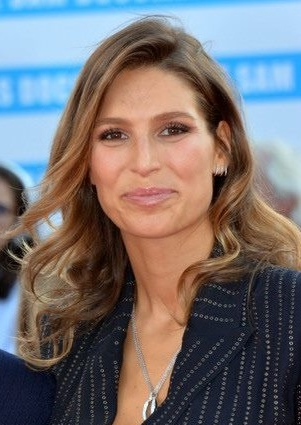
Laury Thilleman

#### Président d'honneur
Cette année, Stromae est président d'honneur de la cérémonie.

#### Modalités de vote
Les catégories « Chanson originale », « Création audiovisuelle » et « Concert » sont soumises au vote du public.

## Performances en direct
- Stromae, président de la cérémonie, interprète Santé accompagné d'un avatar[5].
- Angèle, Bruxelles je t'aime et Démons avec la participation de Damso.
- Orelsan, L'Odeur de l'essence.
- Clara Luciani chante Où sont les femmes ? en hommage à Patrick Juvet, mort le 1er avril 2021.
- Hoshi interprète avec beaucoup d'émotion sa chanson Fais-moi signe dans laquelle elle évoque sa maladie auditive, accompagnée d'une danseuse qui signe le texte. Elle est saluée d'une standing ovation[6],[7].
- Jacques et Thomas Dutronc, interprètent Et moi, et moi, et moi, tube de 1966.
- Juliette Armanet, Dernier jour du disco.
- Feu! Chatterton, Monde Nouveau.
- Thiéfaine, La fin du roman.
- SCH, Victoire de l'album masculin le plus streamé, interprète Parano entouré de deux pianos (dont Sofiane Pamart) puis pose sa Victoire pour lire une courte déclaration : « Je voudrais saluer Gazo, Oboy, Naps, Laylow pour ses 2 Bercy remplis en même pas 24 heures, Jul qui a réuni les 2 capitales du rap français, Dinos, Soso Maness et aussi Ninho, l'homme aux certifications évidemment. […] Je suis un peu gêné de tenir cette Victoire sans les voir ici assis en face de moi, ces grands messieurs qui auraient mérité tout autant que les artistes ici présents de célébrer leur Victoire de la musique ! »[8].
- Barbara Pravi, L'Homme et l'oiseau.
- Ben Mazué chante Des nouvelles.

Aya Nakamura ne fait pas le déplacement mais enregistre un message de remerciement au public à qui elle doit cette Victoire.

## Palmarès et nominations

### Artiste masculin
- Orelsan
  - Julien Doré
  - Feu! Chatterton

### Artiste féminine
- Clara Luciani
  - Juliette Armanet
  - Hoshi

### Révélation féminine
- Barbara Pravi
  - L'Impératrice
  - Silly Boy Blue

### Révélation masculine
- Terrenoire
  - Chien noir
  - Myd

### Album de l'année
- Cœur de Clara Luciani
  - Brûler le feu de Juliette Armanet
  - Civilisation d'Orelsan
  - Géographie du vide de Hubert-Félix Thiéfaine
  - Palais d'argile de Feu! Chatterton

### Chanson originale
- L'Odeur de l'essence d'Orelsan
  - Bruxelles je t'aime d'Angèle
  - Le dernier jour du disco de Juliette Armanet
  - Monde nouveau de Feu! Chatterton
  - Respire encore de Clara Luciani

### Concert
- Ben Mazué
  - Hervé
  - Woodkid

### Création audiovisuelle
- Montre jamais ça à personne d'Orelsan
  - Bruxelles je t'aime d'Angèle
  - Le Reste de Clara Luciani

### Album le plus streamé d'un artiste masculin
- JVLIVS II de SCH[9]

### Album le plus streamé d'une artiste féminine
- Aya d'Aya Nakamura[9]

## Statistiques

### Nominations multiples
- 4 : Orelsan, Clara Luciani
- 3 : Juliette Armanet, Feu! Chatterton
- 2 : Angèle

### Récompenses multiples
- 3 : Orelsan
- 2 : Clara Luciani

## Diffusion et audience
À la télévision, sur France 2, deux animateurs de France Télévisions animent la soirée : Olivier Minne et Laury Thilleman. Quant à la radio, c'est France Inter, partenaire historique des Victoires de la Musique, qui retransmet la soirée. Laurent Goumarre, Rebecca Manzoni et Alex Vizorek animent 4h00 d'émission.

## Critiques

### Catégories genrées
Le maintien de catégories genrées, abandonnées ailleurs, fait débat.
C'est ainsi que le groupe L'Impératrice (1 femme au chant et 5 hommes aux instruments) est nommé dans la catégorie révélation féminine.

### Critiques liées aux manques de représentation
Lors de la présentation des nommés aux Victoires, la journaliste Rokhaya Diallo exprime son mécontentement sur Twitter pour venir dénoncer le manque de diversité des artistes nommés — à l'exception d'Aya Nakamura non pas choisie par le jury mais par le public — pour le prix d'album le plus streamé.
Le producteur Claudy Siar voit dans cette sélection « une sorte de discrimination ».

### Critiques liées à l'absence de certains artistes
Lors de l'annonce des nommés, Cyril Hanouna au cours de son émission Touche pas à mon poste ! appelle au boycott de la cérémonie en raison du manque d'artistes considérés comme populaires tels que Grand Corps Malade, Vianney, Dadju, Gims, Jul ou encore Ninho.
Grand Corps Malade, ne veut surtout pas boycotter les Victoires mais estime avoir été injustement écarté des catégories « Tournée de l'année » et « Artiste de l'année » du fait du succès de son album et de son single avec Kimberose. Son producteur, Jean-Rachid Kallouche, estime que « les maisons de disques n'aiment pas les petits indépendants comme moi et ils me le font payer indirectement ».